# Музей Мане Каца
Музей Ма́не Каца — художественно-биографический музей, открытый в 1977 году в Хайфе (Израиль), экспозиция которого посвящена произведениям художника Ма́не Ле́йзеровича (Иммануэля Лазаревича) Каца. 
Музей расположен на улице Ефе-Ноф в здании, из окон которого открывается красивый вид на город и на Хайфский залив. Дом служил местом проживания и мастерской художника во время хайфского периода его творчества.
Музей был основан и открыт благодаря соглашению, подписанному в 1958 году между муниципалитетом Хайфы и самим художником, который завещал всё своё имущество и коллекции городу.
Коллекция музея состоит из нескольких сотен произведений Каца: картин масляной живописи, акварельных работ, рисунков гуашью и карандашом, пастелей. Кроме этого, в распоряжении музея находится богатая коллекция предметов иудаики, гипсовых и бронзовых статуэток, антикварной мебели и восточных ковров из собрания художника. Большая часть коллекции была привезена из его дома в Париже.
В 2010 году музей был передан в ведение Управления музеями хайфского муниципалитета, которое утвердило бюджет для реконструкции. После реконструкции музей был открыт вновь в апреле 2011 года.
В дополнение к серии регулярно обновляющихся экспозиций администрация музея планирует создать основную постоянную выставку из собраний коллекций музея.